# Wigan Athletic Football Club 2015-2016
Questa voce raccoglie le informazioni riguardanti il Wigan Athletic Football Club nelle competizioni ufficiali della stagione 2015-2016.

## Rosa
| N. |                             | Ruolo | Calciatore       |
| -- | --------------------------- | ----- | ---------------- |
| 2  | Inghilterra (bandiera)      | D     | Reece James      |
| 3  | Inghilterra (bandiera)      | D     | Andy Kellett     |
| 4  | Inghilterra (bandiera)      | C     | David Perkins    |
| 5  | Inghilterra (bandiera)      | D     | Donervon Daniels |
| 6  | Inghilterra (bandiera)      | C     | Max Power        |
| 7  | Irlanda (bandiera)          | C     | Chris McCann     |
| 8  | Egitto (bandiera)           | C     | Sam Morsy        |
| 9  | Irlanda del Nord (bandiera) | A     | Will Grigg       |
| 10 | Galles (bandiera)           | A     | Craig Davies     |
| 11 | Inghilterra (bandiera)      | C     | Sanmi Odelusi    |
| 13 | Inghilterra (bandiera)      | P     | Lee Nicholls     |
| 15 | Inghilterra (bandiera)      | C     | Jordan Flores    |
| 17 | Inghilterra (bandiera)      | C     | Michael Jacobs   |
| 18 | Inghilterra (bandiera)      | C     | Tim Chow         |

| N. |                        | Ruolo | Calciatore         |
| -- | ---------------------- | ----- | ------------------ |
| 20 | Galles (bandiera)      | D     | Craig Morgan       |
| 21 | Scozia (bandiera)      | D     | Kevin McNaughton   |
| 22 | Inghilterra (bandiera) | D     | Stephen Warnock    |
| 23 | Honduras (bandiera)    | D     | Juan Carlos García |
| 24 | Inghilterra (bandiera) | A     | Conor McAleny      |
| 25 | Inghilterra (bandiera) | D     | Leon Barnett       |
| 27 | Inghilterra (bandiera) | D     | Ryan Colclough     |
| 28 | Inghilterra (bandiera) | D     | Jason Pearce       |
| 29 | Slovenia (bandiera)    | C     | Haris Vučkić       |
| 31 | Paesi Bassi (bandiera) | A     | Yanic Wildschut    |
| 32 | Finlandia (bandiera)   | P     | Jussi Jääskeläinen |
| 34 | Inghilterra (bandiera) | D     | Reece Wabara       |
|    | Spagna (bandiera)      | C     | Jordi Gómez        |